# Egmont H. Petersen
Egmont Harald Petersen født Edmundt (3. oktober 1860 i København, død 5. august 1914 smst) var en dansk bladudgiver og kgl. hof-bogtrykker, grundlægger af mediehuset Egmont.
Egmont H. Petersen blev udlært typograf og grundlagde 1878 under meget små kår sit eget bogtrykkeri, der senere blev suppleret med et bogbinderi, og som fra 1882 blev drevet under hans eget navn. Han oparbejdede langsomt virksomheden til en af byens førende med investeringer i nyt apparatur, der krævede mere og mere plads, hvorfor han i 1911 erhvervede en stor grund i Vognmagergade. Kvarteret undergik da en generel sanering, og han fik arkitekten Bernhard Ingemann til at tegne en stor bygning, Gutenberghus, hvis indretning han havde planlagt i alle detaljer, men ikke selv nåede at opleve færdiggørelsen af. Det nye domicil rummede bl.a. et kobbertrykkeri, en moderne reproduktionsanstalt samt redaktionslokaler for de magasiner, han var udgiver af.
I 1901 havde han overtaget Damernes Blad, som han tre år senere forvandlede til  ugebladet Hjemmet med appel til hele familien. Han var den første, der indførte den nye trykmetode dybtryk. 
Han havde en række tillidsposter, bl.a. i bestyrelsen for Københavns Bogtrykkerforening, hvor han en tid var formand. Petersen var samtidig en betydelig filantrop, og i henhold til hans testamente oprettedes i 1920 Egmont H. Petersens Fond, der bl.a. administrerer de efter stifteren opkaldte Egmont H. Petersens Kollegium og Egmont Studentergaard. Han er begravet på Vestre Kirkegård.